# Purgat de frens

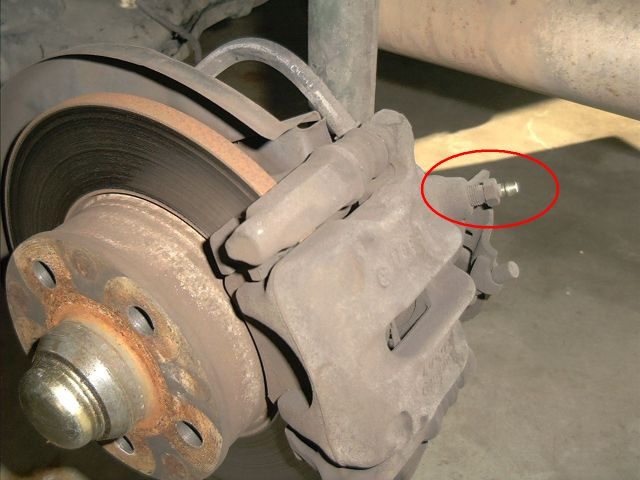
Cargol de purgat d'un fre de disc

El purgat de frens, també anomenat sagnat de frens, és el procediment dut a terme en sistemes de fren hidràulics de manera que les línies de fre (els tubs i mànegues que contenen el líquid de fre) es purguen de qualssevol bombolla d'aire. Això és necessari perquè, mentre que el líquid de frens és un líquid incompressible, les bombolles d'aire són un gas compressible i la seva presència en el sistema de fre redueix en gran manera la pressió hidràulica que pot ser desenvolupada dins del sistema. Els mateixos mètodes utilitzats per al purgat també s'utilitzen per al buidat, on el fluid vell es reemplaça amb líquid nou, quan el manteniment és necessari.
El procés es realitza forçant líquid de frens net, lliure de bombolles a través de tot el sistema, en general des del cilindre(s) mestre(s) cap els cilindres de les pinces dels frens de disc o cap els bombins de les carcasses dels frens de tambor, (en certs casos però, es fa en la direcció oposada). S'empra el cargol de purga que està muntat normalment en el punt més alt de cada bombí (o cilindre hidràulic).

## Mètodes de sagnat

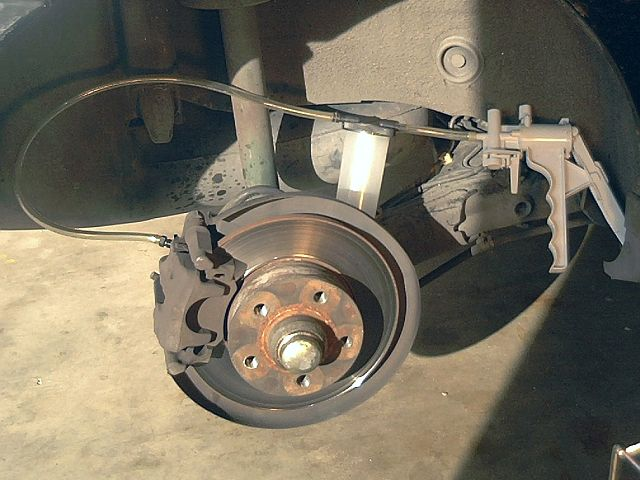
Sistema de purgat per buit d'un fre de disc.

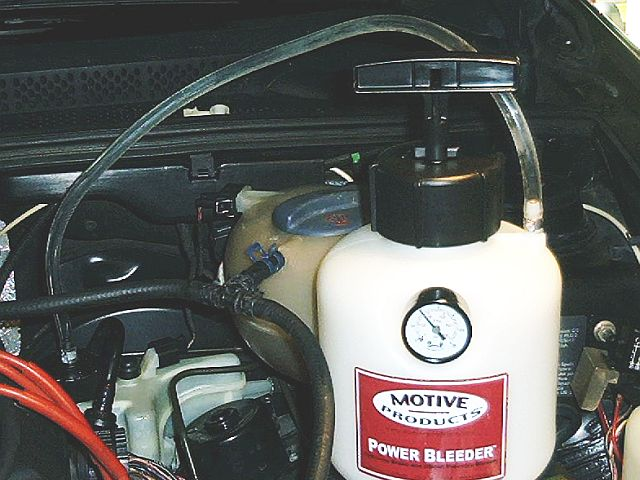
Sistema de purgat per pressió.

Hi ha cinc mètodes principals de purgat, només el primer no es pot fer sol: necessita un ajudant que premi el pedal.
- Mètode de bombatge i retenció: Es pressiona el pedal de fre mentre, al mateix temps, s'obre el cargol de purga i es deixa sortir líquid fins que flueix lliure de bombolles (això permet que l'aire s'escapi). En aquest moment es colla fort la vàlvula de purgat abans que l'ajudant deixi anar el pedal. El procés es pot repetir fins que no es vegi cap bombolla en el líquid que surt.
- Mètode de bombatge+check valve: S'insereix el tub transparent d'entrada de la vàlvula antiretorn a la vàlvula de purgat ("a la que prèviament s'hi ha posat tefló a la rosca per tal de no perdre estanquitat", la sortida va connectada a un dipòsit receptor mitjançant un altre tub). Es bomba el pedal de fre fent sortir el líquid amb aire del circuit. Es verifica que el tub transparent d'entrada de la vàlvula antiretorn estigui lliure de bombolles Llavors ja es pot collar fort la vàlvula de purgat. El procés es pot repetir fins que no es vegi cap bombolla en el tub d'entrada de dita vàlvula antiretorn.
- Mètode de purgat per buit: Es connecta una bomba de buit especialitzada a la vàlvula de purgat, mitjançant dos tubs transparents amb un dipòsit de recollida al mig. Es descolla la vàlvula de purgat ("a la que prèviament s'hi ha posat tefló a la rosca per tal de no perdre estanquitat") i es va aspirant liquid amb la bomba fins que aquest es veu fluir lliure de bombolles.
- Mètode de purgat per pressió: Es connecta una bomba de pressió especialitzada amb un tub transparent al tap del cilindre mestre preparat prèviament, i es pressuritza el sistema. Llavors s'obre un dels cargols de purgat i es deixa sortir el líquid, fins que se'l veu fluir sense cap bombolla d'aire. Es repeteix el procés per cada un dels cargols de purgat.
- Mètode de purgat invers: S'utilitza una bomba de pressió connectada amb un tub transparent per forçar el fluid a través del cargol de purgat cap al cilindre mestre. Aquest mètode utilitza el principi de que l'aire s'eleva dins un líquid i, vol escapar de manera natural, cap amunt fora del sistema hidràulic

Hi hauria un cinquè procediment de purgat de frens, que es fa normalment quan s'ha substituir el cilindre mestre, és el "purgat de banc " que se sol fer abans d'instal·lar-lo.Típicament es fixa el cilindre mestre en el banc, omplint-lo amb fluid de fre, connecten els accessoris amb tubs transparents de manera que condueixin el fluid des dels ports de sortida del cilindre mestre fent-lo tornar de nou cap al seu dipòsit, llavors, es pressiona repetidament l'èmbol del cilindre mestre fins que no es veuen bombolles als tubs de retorn.
Vehicles diferents tenen patrons de purgat diferent. Però normalment, els frens es purguen començant per la roda que està més lluny del cilindre mestre continuant en seqüència successivament amb la següent roda més propera a aquest cilindre .